# Oltárc
Oltárc község Zala vármegyében, a Letenyei járásban, a Zalai-dombság területén, a Göcsejben.

## Fekvése
Oltárc a Letenyei-dombság kicsiny zsákfaluja. Nagykanizsától 32 kilométerre, Letenyétől 24 kilomnéterre, Zalaegerszegtől 43 kilométerre található. Közúton csak Bánokszentgyörgy felől érhető el, a 7536-os útból kiágazó 75 137-es úton; egy közeli másik zsáktelepüléssel, Valkonyával földút köti össze.
Eredetileg kétutcás falu az Oltárci-vízfolyás – illetve az e mentén haladó erdei kisvasút – két oldalán. A község melletti bükkösökben bővelkedő táj a Natura 2000 ökológiai hálózathoz tartozó kiemelt jelentőségű természetmegőrzési területnek jelölt terület. Az Oltárcra vezető közút erdészeti útként folytatódik egészen a Márki-vadászházig.

## Története
A közeli Márki-hegyen bronzkorból való erődítést is találtak. Oltárc a korai forrásokban Oltarcy (1290), Oltaruch, Vtaroch (XIV. sz.), majd Oltaroch-mege (XV. sz.) néven szerepel. A falut a török felégette és lerombolta. Majd a XVIII. sz. elején kezdték ismét benépesíteni. 1770-ben már 365-en laktak a faluban. A környék szántói gyengébbek voltak. A makkoltatás, juhászkodás, valamint az erdő javaival való gazdálkodás jellemezte a közösséget. A XX. sz. elején a férfiak gyakran távolabbi helyekre is elszegődtek a helyi szegénységet enyhítendő. A helyi megélhetést a föld és az állatok biztosították, úgy ahogy. A második világháború idején több mint ezer lakosa volt Oltárcnak. A háború után a falut elérte a zsáktelepülések sorsa, a gazdasági hanyatlás. Ennek következtében a lakosság a harmadára csökkent.

## Idegen elnevezései
Horvátul két neve van. A tótszerdahelyi horvátok Ultarcnak, a petriventeiek Ultarecnek hívták.

## Közélete

### Polgármesterei
- 1990–1994: Landi Miklós (független)[5]
- 1994–1998: Lukjanov János (független)[6]
- 1998–2002: Lukjanov János (független)[7]
- 2002–2006: Lukjanov János (független)[8]
- 2006–2010: Lukácsné Tamás Andrea Márta (független)[9]
- 2010–2014: Lukács József (független)[10]
- 2014–2019: Lukács József (független)[11]
- 2019–2024: Juranics István (független)[12]
- 2024– : Juranics István (független)[1]

## Népesség
A település népességének változása:
| Lakosok száma | 283  | 275  | 274  | 233  | 233  | 224  | 227  |
|               | 2013 | 2014 | 2015 | 2021 | 2022 | 2023 | 2024 |

A 2011-es népszámlálás idején a nemzetiségi megoszlás a következő volt: magyar 68,7%, cigány 30,7%. A lakosok 76,5%-a római katolikusnak vallotta magát (22,8% nem nyilatkozott).
2022-ben a lakosság 89,7%-a vallotta magát magyarnak, 36,5% cigánynak, 3,9% németnek, 0,4-0,4% románnak, horvátnak, lengyelnek, bolgárnak és szlováknak (7,3% nem nyilatkozott; a kettős identitások miatt a végösszeg nagyobb lehet 100%-nál). Vallásuk szerint 81,5% volt római katolikus, 0,9% református, 2,1% egyéb katolikus, 2,6% felekezeten kívüli (12,9% nem válaszolt).

## Látnivalók

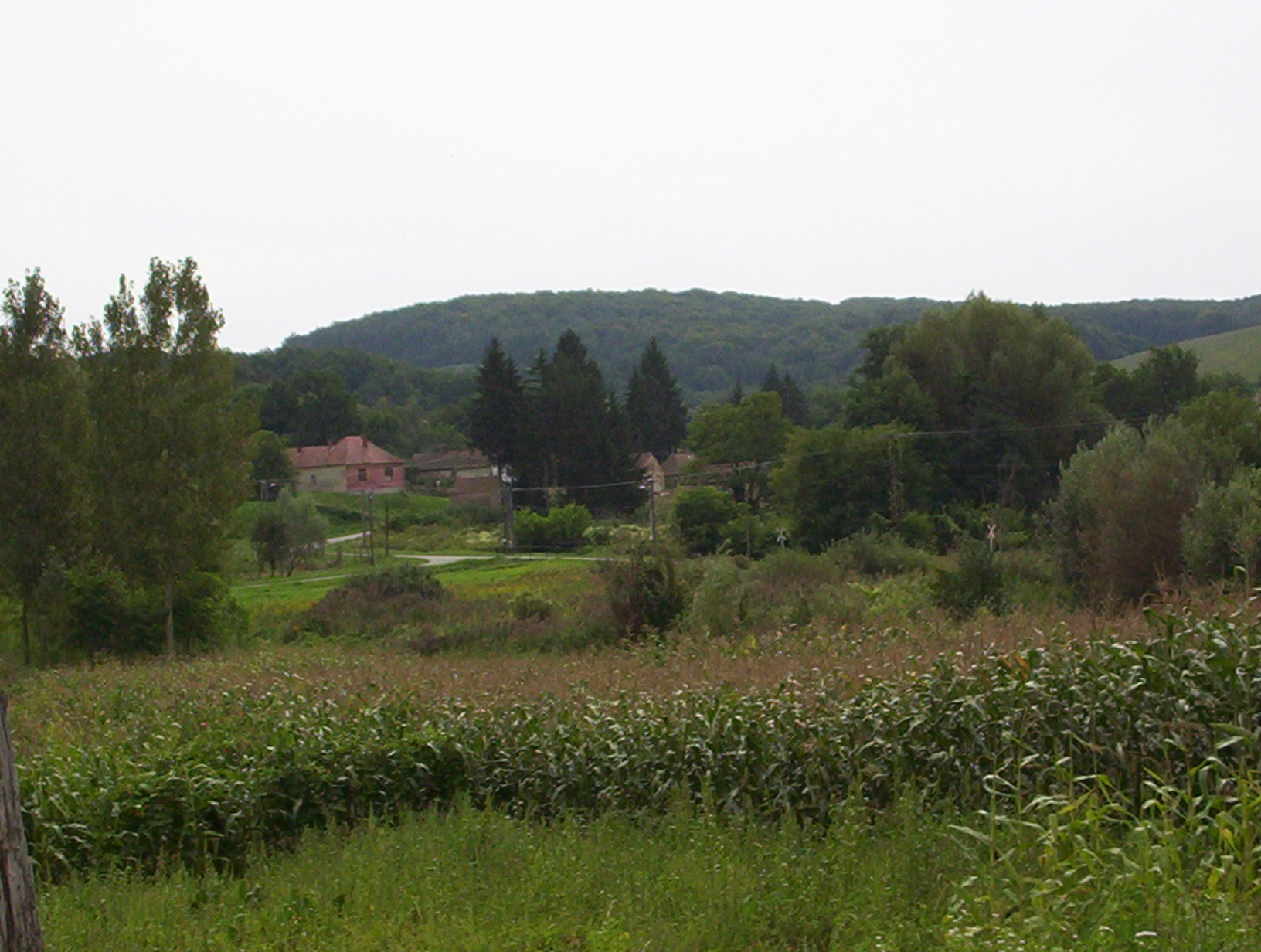
Oltárc környéki dombok

A falu temploma mellett találjuk az 1996-ban épült turistaházat. A települést átszeli a Törösznek-Bánokszentgyörgy-Oltárc kisvasút, amit 1922-ben adtak át. A 760 mm-es nyomtávolságú vonal az egykori Esterházy erdőterületeket kötötte össze a csömödéri fűrészüzemmel.
Az igazi érdekességek, azonban a községen kívül vannak. Itt található a Zalai-dombság legmagasabb pontja, az Isten dombja. Az Oltárchoz közeli Vár-domb egy kb. 900 m hosszú ovális alakú földvárat takar az őskorból. (Az erődítés az ún. vörös sáncok jellegzetességeit mutatja – vastag gerendaszerkezetre agyagot döngöltek, majd ezt felgyújtva tégla keménységűre égették ki.)
A Márki-rét szélén vadászház áll. Itt a török hódoltság előtt még egy teljes falu élte életét.
A falu melletti védett területek gazdag növény és állatvilágot rejtenek. A zalai bükkösökben gazdag tájon olyan ritka növények találhatók, mint a szellőrózsa, erdei ciklámen, szártalan kankalin, zalai bükköny és a lónyelvű csodabogyó. A helyi orchideafélék a madárfészek kosbor, kétlevelű sarkvirág, széleslevelű és pirosló nőszőfű. Fekete gólya, ragadozó madarak leshetők meg. A lankás dombokon lelhetünk a szártalan bábakalácsra, amelynek virágát egykor megsütötték.